# Minuartia michauxii
Minuartia michauxii är en nejlikväxtart som först beskrevs av Edward Fenzl, och fick sitt nu gällande namn av Farwell. Minuartia michauxii ingår i släktet nörlar, och familjen nejlikväxter. Utöver nominatformen finns också underarten M. m. texana.